# Coupe d'Angleterre de football 1996-1997
Navigation
Coupe d'Angleterre 1995-1996 Coupe d'Angleterre 1997-1998
La Coupe d'Angleterre de football 1996-1997 est la 116e édition de la Coupe d'Angleterre de football. 
Chelsea remporte sa deuxième Coupe d'Angleterre de football au détriment de Middlesbrough sur le score de 2-0, au cours d'une finale jouée dans l'enceinte du stade de Wembley à Londres. 

## Demi-finales
| 13 avril 1997 | Chelsea                    | 3–0 | Wimbledon | Highbury, Londres    |                      |
|               | Hughes 43e (90) · Zola 64e |     |           | Spectateurs : 32 674 | Spectateurs : 32 674 |

| 13 avril 1997 | Middlesbrough                                   | 3–3 (a.p) | Chesterfield                                | Old Trafford, Manchester |                      |
|               | Ravanelli 67e · Hignett 70e (pen.) · Festa 100e |           | Morris 45e · Dyche 60e (pen.) · Hewitt 119e | Spectateurs : 49 640     | Spectateurs : 49 640 |

### Match rejoué
| 22 avril 1997 | Middlesbrough                           | 3–0 | Chesterfield | Hillsborough, Sheffield |                      |
|               | Beck 67e · Ravanelli 70e · Emerson 100e |     |              | Spectateurs : 30 339    | Spectateurs : 30 339 |

## Finale
| Titulaires : |  |
| |  |
| 30 Frode Grodås · 2 Dan Petrescu · 3 Steve Clarke · 5 Frank Lebœuf · 20 Frank Sinclair · 17 Scott Minto · 11 Dennis Wise · 16 Roberto Di Matteo · 24 Eddie Newton · 10 Mark Hughes · 25 Gianfranco Zola 89e · |  |
| Remplaçants : |  |
| 13 Kevin Hitchcock · 8 Andy Myers · 9 Gianluca Vialli 89e · |  |
| Entraîneur : |  |
| Ruud Gullit |  |

| Titulaires : |  |
| |  |
| 25 Ben Roberts · 14 Curtis Fleming · 5 Nigel Pearson · 18 Gianluca Festa · 17 Clayton Blackmore · 10 Juninho · 8 Robbie Mustoe 29e · 6 Emerson · 20 Phil Stamp · 11 Fabrizio Ravanelli 24e · 21 Craig Hignett 74e · |  |
| Remplaçants : |  |
| 4 Steve Vickers 29e · 7 Vladimír Kinder 74e · 9 Mikkel Beck 24e · |  |
| Entraîneur : |  |
| Bryan Robson |  |

| Titulaires : |  |
| |  |
| 30 Frode Grodås · 2 Dan Petrescu · 3 Steve Clarke · 5 Frank Lebœuf · 20 Frank Sinclair · 17 Scott Minto · 11 Dennis Wise · 16 Roberto Di Matteo · 24 Eddie Newton · 10 Mark Hughes · 25 Gianfranco Zola 89e · |  |
| Remplaçants : |  |
| 13 Kevin Hitchcock · 8 Andy Myers · 9 Gianluca Vialli 89e · |  |
| Entraîneur : |  |
| Ruud Gullit |  |

| Titulaires : |  |
| |  |
| 25 Ben Roberts · 14 Curtis Fleming · 5 Nigel Pearson · 18 Gianluca Festa · 17 Clayton Blackmore · 10 Juninho · 8 Robbie Mustoe 29e · 6 Emerson · 20 Phil Stamp · 11 Fabrizio Ravanelli 24e · 21 Craig Hignett 74e · |  |
| Remplaçants : |  |
| 4 Steve Vickers 29e · 7 Vladimír Kinder 74e · 9 Mikkel Beck 24e · |  |
| Entraîneur : |  |
| Bryan Robson |  |

| Chelsea | Middlesbrough |